# Оскар Блюм
Оскар Блюм (також Рахметов, Ломов; 1886 — після 1936), письменник, видавець, політик (за партійною приналежністю меншовик), театральний критик, шахіст.

## Біографія
Народився в сім'ї Веніаміна Блюма, директора художньої школи, перетвореної на реальне училище. Мати — Ганна Осипівна. Навчався в комерційному училищі. У 1907 році був уже одружений і мав 3 дітей.
У 1906 році працював у газеті «Голос праці» (рос. Голос труда)
У 1906 році в Женеві вийшла його книга «До філософії марксизму. Дві статті про російських емпіріокритиків» (рос. К философии марксизма. Две статьи о русских эмпириокритиках), яку він присвятив Плеханову як своєму вчителю. У Ризі 1908 опублікував праці «До філософії марксизму» (рос. К философии марксизма...) та  «Марксизм і природознавство» (рос. Марксизм и естествознание). У 1909 році опублікував збірку статей про М. Горького, А. Андреєва «Літературний щоденник».
У 1908 році отримав гроші на видання журналу «Наукова думка» (рос. Научная мысль), редактором та видавцем якого Блюм записав свою матір. Журнал було заборонено, наулад вилучено, а матір заарештовано та засуджено в лютому 1911 року на рік тюрми. З 1909 року був секретним агентом охоронного відділення Міністерства внутрішніх справ Російської імперії, діяв як провокатор. У 1910 році втік за кордон. У 1910—1916 роках мешкав у Європі. Працював у газетах Швейцарії, театрах Німеччини, Австрії.
На початку 1917 року намагався разом з іншими російськими соціалістами виїхати потягом зі Швейцарії до Росії. За свідоцтвами присутніх, Ленін і Зинов'єв не допустили його до вагону.
Пізніше через Британію дістався Архангельська, де був заарештований за наказом Тимчасового уряду та вміщений у петроградську в'язницю «Хрести».
Заарештований 1918 року більшовиками за підозрою в праці на охоронне відділення. Засуджений до 5 років тюрми. 
У 1922 році був серед авторів московського журналу «Авангард».
Наприкінці 1922 чи на початку 1923 року висланий з СРСР. Надалі мешкав у Німеччині. У січні 1923 року давав лекцію в Берліні. Друкувався в німецьких виданнях, зокрема в1923-1927 роках працював у журналі «Die Weltbühne»
У січні 1930 році заарештований у Відні за несплату за послуги готелю У жовтні 1933 року затриманий у Лондоні за перевищення терміну перебування у Великій Британії та за несплату за готель. Отримав 2 місяці суспільної праці та був депортований.

## Родина
Станом на 1911 рік мав 3 дітей — Георгія, Людвига й Марію.

## Шахи
Взяв участь у низці шахових турнірів у 1930-ті роки.
У 1931 році зайняв 2-ге місце на чемпіонаті Парижа. У 1932 році виграв чемпіонат Парижа. На шаховій олімпіаді в Фолкстоуні фінішував 2-м у особистому заліку після Євгена Зноско-Боровського. Зокрема у травні 1936 року взяв участь у турнірі, організованому футбольним клубом «Мадрид», де зайняв 2-ге місце після переможця Джорджа Колтановскі.

## Псевдоніми
Був відомий під псевдонімами Ніколай Рахметов, Тімон, О. В. Блюм, Константин, Н. Ломов, Рах-ов.

## Публікації
- К философии марксизма: две статьи о русских эмпириокритиках. Genf: Tip. rue de la Coulouvrenière, 1906.(рос.)
- Из записной книги марксиста. Genf: Imp. Fr. Weber, 1906.
- Марксизм и естествознание: чистый эмпиризм, энергентика, монизм, Рига: Научная мысль, 1908.(рос.)
- Russische Köpfe. Franz Schneider, Berlin u. a. 1923.(нім.)
- Trümmerfeld Europa. Ein Brevier für jedermann Berlin: Franz Schneider, 1924
- O. B., "La vida teatral. Santa Rusia en el Principal", en Nosotros (3-VIII-1937), S. 7 ff. (Згадано в Manuel Aznar Soler: República literaria y revolución (1920-1939). 2010 S.501)(ісп.)
- Oscar Blum. Boris Pilnjak. Die Weltbühne. Berlin, 1927. 1. Band. s. 788—790.(нім.)
- Oscar Blum, "Teatro de la Revolución y Revolución del Teatro", en Nosotros (Valencia), 1-XII-1937 (Згадано в Francisco Javier Navarro Navarro: A la revolución por la cultura: Prácticas culturales y sociabilidad libertarias en el País Valenciano, 1931-1939. Universitat de València, 2004, S.285)(ісп.)
- Oscar Blum. Hombres y hechos: apuntes sobre la política internacional. Ediciones del Comité Regional de la C.N.T., 1938(ісп.)